# 達比加群
達比加群（dabigatran）是一種創新的抗凝血劑，即新一代抗凝剂，被譽為近六十年來防中風的最佳藥物。
在藥物分類學上，達比加群屬於「直接凝血酶抑制劑」(direct thrombin inhibitors, DTIs)。目前醫學界已研究証實達比加群在多項臨床適應症中所發揮的作用，部分病例顯示，它可以取代華法林成為口服抗凝血藥（薄血藥）的首選藥物，原因是達比加群比舊式薄血藥華法林（warfarin）及抗血小板藥物更有效減低中風，藥效不但不易受食物或藥物的影響，亦不需經常驗血監察凝血指數(INR)，提供可預測而穩定的抗凝血效果，令預防中風療效及病人生活更為理想。達比加群以其前驅藥「達比加群酯」（dabigatran etexilate）的形態經口服進入人體。 
達比加群酯由德國藥廠百靈佳殷格翰研發，於2008年在歐洲上市，商品名為「Pradaxa」，加拿大的商品名為「Pradax」，日本的商品名「Prazaxa」。「Pradaxa」的香港中文商品則名為「百達生」，在台灣名文為「普栓達」，而中國大陸的中文商品名稱則是「泰毕全」。

## 發展歷程
發現達比加群（當時稱為化合物BIBR 953）的經過，由一組化學物質開始。該組化學物質的結構跟以「苯甲脒（benzamidine）」為基礎的凝血酶抑製劑 α-NAPAP （N-alpha-(2-naphthylsulfonylglycyl)-4-amidinophenylalanine piperidide）類似。α-NAPAP自1980年代起已經是多種絲胺酸蛋白酶特別是抗凝血酶及胰蛋白酶的強效抑制劑，加入疏水側鏈後，便成為可經口服吸收的前驅藥BIBR 1048（也就是「達比加群酯」）。
醫學界目前已完成多項國際性大型的第III期臨床試驗，研究証實達比加群的功效確比「華法林」(Warfarin)這種舊式薄血藥優勝於以下的疾病症狀﹕1)心房顫動(Atrial Fibrillation, AF)引起的中風， 2)接受骨科手術後出現繼發性靜脈血栓（英文簡稱VTE）； 3) 急性冠脈綜合症。達比加群已用於預防病人因髖關節及膝關節等骨科手術後出現血栓阻塞血管﹔而對於患有心房顫動的病人，達比加群將會以預防中風藥物上市，成為「華法林」50年來第一個對手，為醫學界帶來全新方向。不過，醫學評論員亦提醒業界必須採取謹慎的態度，不能掉以輕心。
美國科普雜誌亦指出達比加群是2010年取得相當科技進展的全球十大科技之一。在德國，達比加群的研究發明及發展更獲2010年度創新科技大獎。

## 劑量
2004年一項研究顯示，每天兩次12.5至300毫克達比加群具有良好的安全性。
一項第II期研究比較達比加群與「依諾肝素」（enoxaparin）。結果顯示，達比加群能更有效預防病人接受骨科手術期間出現血栓，不過，服用較高劑量達比加群的病人，他們出血的風險有可能增加。另一項第III期研究比較每日一次150毫克及220毫克達比加群與每日一次40毫克（標準劑量）依諾肝素，結果證實，達比加群在預防血栓的表現媲美依諾肝素，而且風險水平相若。
食物並不會影響人體吸收達比加群，不過，如果與質子泵抑制劑同時服用，可能會減低人體吸收。接受奎尼丁（quinidine）、維拉帕米（verapamil）或胺碘酮（amiodaron）治療的病人，新陳代謝將會因而減慢。

## 審批和使用
達比加群於2008年3月18日獲歐盟藥物管理機構（European Medicines Agency）批准上市。
美國食品及藥物管理局（FDA）於2010年10月19日核准達比加群用於非瓣膜性心房顫動引起的中風.
歐洲、美國、加拿大、澳洲及亞洲多個100國家地區(包括日本、台灣、中國大陸、馬來西亞、新加坡及香港)已核准達比加群用於預防心房顫動引起的中風，亦有多個國家及地區已核准用於預防髖關節及膝關節手術的病人出現血液凝塊。
慈善機構包括英國心臟基金會（British Heart Foundation）亦積極提倡廣泛處方達比加群以代替華法林及肝素（heparin）。華法林的缺點在於需要最多一星期方能達到血液凝固指數(即坊間所謂血液濃度,INR）的目標水平；肝素則因為必須以其較細小的分子量經由靜脈或皮下注射人體，因此較為不便。達比加群的英國國民保健服務費用為每天4.2英鎊，與其他抗凝血劑相若，但就比「華法林」這舊式薄血藥的成本超出10倍之多。不過，「華法林」的總成本除了藥物本身外，還包括花費在監察血凝結指數的時間及開支，反觀達比加群則沒有這方面的需要。
2011年，「達比加群酯」獲得美國權威醫學機構 (包括美國心臟專科學院、美國心臟病協會及美國心臟專科學院基金)納入美國的治療指引，並列為一級治療建議。而歐洲心臟病協會 及加拿大心臟病協會 亦確認其療效，建議心房顫動患者可服用「達比加群酯」以代替華法林，以減低中風及出血風險。事實上，「達比加群酯」的療效及安全性已通過多個全球大型臨床醫學研究，並獲多個國際獨立監管機構認可，顯示其預防由房顫引起的中風的藥效，高於其副作用的風險。此外「達比加群酯」已在全球逾100個國家使用，累積超過200萬患者年(patient years) ，其臨床測試研究經驗也較其他新式口服抗凝血藥物為多。
國際權威醫學組織，如歐洲心臟協會已於2011年發出指引，建議「中至高」風險的心房顫動患者優先服用較新式的薄血藥，如「達比加群酯」(Dabigatran)等，次選傳統薄血藥「華法林」。心房顫動是一種最普遍的心律不整疾病，由於病發時因心臟未能正常地泵出血液，滯留的血液會凝固成血塊。血塊一旦流至腦部，便有機會引致中風，因此心房顫動病人中風風險比常人可高出七倍之多，病發率亦隨年齡而增加。在40歲或以上人士中，估計有四分一人在去世前會患上心房顫動。心房顫動而引致中風的後果相當嚴重。研究顯示，六成病人會因心房顫動引起的初次中風而導致殘障，兩成更會喪命，為患者及其照顧者造成極深遠的影響。

## 治療效益與風險
預防中風是房顫患者的首要治療目標，而抗凝血藥物更是整個治療不可缺少的部份。現時，「達比加群酯」新式口服抗凝血藥物，較華法林(warfarin)及其他傳統治療，能更有效、更安全及更方便預防中風。然而，由於抗凝血藥是透過稀釋血液濃度，以防止房顫患者的血液在心臟中形成血塊，故此類藥物無可避免會增加出血風險。
儘管抗凝血藥物「達比加群酯」與華法林皆有機會引致出血，但大型臨床研究RE-LY的結果顯示，因服用每日兩次、每次150毫克「達比加群酯」而出現危及性命的顱內出血比率較服用華法林(一種維他命K拮抗劑)為低。另外，亦有國際醫學研究指出 ，服用110及150毫克「達比加群酯」的總出血風險(包括主要出血及輕微出血風險)比華法林低。美國食品及藥物管理局(U.S. Food & Drug Administration) 及歐盟藥物管理機構(European Medicines Agency) 亦已分別發出指引，重申與薄血藥「華法林」相比，「達比加群酯」可更有效減低由房顫所引起的中風風險，而其出血風險亦較華法林低。其實醫生在用藥前會先了解患者的身體狀況，經檢查及詳細的評估後，合適服用薄血藥的患者只要按照醫生的意見定時服藥及避免增加出血的生活習慣與活動，預防中風的效益是遠高於出血的風險。因此患者在服用薄血藥的時候無須過份擔憂，可安心依照醫生的指示定時服用。由於心房顫動可引致中風，而中風有機會為房顫患者帶來極嚴重及不可逆轉的傷害，故患者先與醫生商討，平衡其中風風險及出血可能性後，再由醫生決定處方合適的薄血藥。

## 主要研究

### RE-LY
第III期RE-LY是歷來最大規模針對心房顫動的研究，共有18,113 名來自44個國家的病人，有超過900個醫學研究中心參與此項研究，當中有2,456名患者來自亞洲。
研究背景是基於雖則「華法林」(Warfarin)用於心房顫動的病人能有效減低中風風險 ，但因「華法林」使用困難，一百個適合服用此藥的病人，只有一半獲得冶療，而當中只有少於一半的病人可以將凝血指數(INR)控制於理想水平 ，故現時的治療是需要有效、安全及方便，並且沒有「華法林」的缺點的口服抗凝血劑。
RE-LY的研究首要目標是比較達比加群與「華法林」在預防心房顫動引致中風及血栓塞的功效及安全性。
研究設計是將18,113名患有心房顫動的病人隨機分為三組：(1)劑量經調節的「華法林」；(2) 每天兩次110毫克達比加群；(3) 每天兩次150毫克達比加群。華法林組採用開放性標籤形式，但不良反應則經由醫學評審人員（他們對病人的治療內容並不知情）作出判定。平均治療年期為2年。
在主要研究終點（包括中風及全身性栓塞）方面，每日2次達比加群150毫克或110毫克均有卓越的功效；當中，達比加群150毫克能可降低中風風險達75% ，換言之每四宗與房顫相關的中風個案中，有三宗可透過服用達比加群預防，較「華法林」明顯地減低中風風險及血栓塞達34%，但不會增加嚴重性出血的機會；而達比加群150毫克(每日2次)可減少心血管疾病引致的死亡率達15%；另外，達比加群110毫克(每日2次)所引致的中風及血栓塞病發率與「華法林」治療的相若，但能減少出血機會達20%。；在出血性中風的機會，達比加群150毫克及110毫克均能減低分別為74%及69%。
RE-LY的結果顯示口服凝血酶抑制劑達比加群的治療效果比「華法林」好，研究結果巳在2009年9月的新英倫醫學雜誌中發佈。

### RELY ASIAN
研究指亞洲裔人士本身腦出血風險已較其他種族高出最少兩倍。同時，以往房顫患者主要服用傳統薄血藥華法林以預防中風，但數據顯示亞洲裔房顫患者在使用華法林來預防中風上，效果大多未如理想，當中主要原因包括先天基因導致體內華法林藥效不穩，以及其他食物及藥物與華法林相沖。由於亞洲裔患者的新陳代謝及高危因素與其他地區的患者不同，令他們的出血機會大大提升。因此亞洲裔患者需要更多的護理，以安全的治療方法預防中風。一項針對心房顫動預防中風的國際大型臨床醫學研究RE-LY，分析了使用傳統及新式薄血藥的成效。從RE-LY中抽出來自十個亞洲地區(包括香港)，共2,782名房顫患者的治療數據作進一步分析，有關結果更於國際權威醫學期刊 STROKE《中風》發表。結果發現 ：
- 較新式薄血藥「達比加群酯」(Dabigatran) 較華法林更有效預防中風及全身性栓塞：「達比加群酯」用於亞洲裔房顫患者，可更有效預防中風和全身性栓塞。與華法林相比，亞洲裔患者服用「達比加群酯」後，每年出現中風和全身性栓塞的機會率分別降低高達五成半，有關的結果與非亞洲裔房顫患者的用藥療效一致。

較新式薄血藥「達比加群酯」用於亞洲裔患者的腦出血風險更低：與華法林相比，亞洲裔患者服用「達比加群酯」後的腦出血風險則降低高達八成，表示較新式藥物可為患者提供更安全可靠的預防中風治療。

### RE-COVER
RE-COVER研究小組最近一項大型（2539例）的隨機、雙盲試驗，證實達比加群在治療急性靜脈血栓性栓塞方面，療效並不遜於「華法林」，而且重大出血事件比率與「華法林」相若，重大及非重大出血事件的總比例較華法林低。另外，病人隨機接受達比加群治療後，出現較少輕微出血，但有更多消化不良及停藥個案。接受達比加群治療的病人並無需進行凝血測試。研究結果巳在2009年12月的新英倫醫學雜誌中發佈。
以上的數據指出，「達比加群酯」不僅比華法林更有效預防由房顫引致的中風，更可降低由藥物帶來的腦出血風險。另外，「達比加群酯」是現時具有長期臨床研究證實其長期使用的成效及安全性。延伸性研究RELY-ABLE 數據更指出 ，房顫患者在開始服用「達比加群酯」後約四年以上，藥效和安全性都得以持續。

## 副作用
為了預防血塊形成於血管內，「達比加群酯」會降低血液黏度，因此可能會引起出血。換言之，服用者可能較容易有瘀傷，或可能需要較長時間才能止血。如果服用人士有以下出血徵兆或症狀，必須馬上致電醫生或尋求醫療協助。
- 不正常出血，例如割傷流血不止、不停流鼻血或擦牙時出血比平常多
- 不正常瘀痕
- 女士月經時的流血量比正常多（或有其他不正常陰道出血）
- 大便帶血或呈黑色
- 血尿、紅色或暗棕色尿
- 腹痛或腫脹
- 頭痛、視力模糊、虛弱、說話不清、暈眩
- 部份服用「達比加群酯」的病人可能會有消化不良或胃部不適等副作用，因此建議飽肚服藥；因應個別情況，醫生亦可能處方胃藥給病人與「達比加群酯」同服。
- 如副作用持續或令您感到不安，請告訴醫生。

## 不宜服用的高風險人士
醫護人員須嚴謹按照達比加群的用藥指引，於處方前評估患者的身體狀況，是否適合使用此藥。同時，醫生須在臨床上正確及安全地處方藥物，亦需謹慎監察服藥情況。 不宜服用達比加群的高風險人士：
- 有不正常出血(如胃出血)
- 正在服食抗真菌藥酮康唑(ketoconazole)
- 肝病
- 對藥物的成份(達比加群酯)呈敏感反應
- 嚴重腎病
- 脊柱或硬脊硬膜外插有導管或兩小時內移除了導管
- 懷孕
- 過去6個月曾經患有出血性中風或因身體病變而有出血的風險

(服用「達比加群酯」的病人必須停止餵哺母乳。)

## 外部連結
- Official site （页面存档备份，存于）